# Rehimena phrynealis
Rehimena phrynealis is een vlinder van de familie van de grasmotten (Crambidae). De wetenschappelijke naam van deze soort is voor het eerst voorgesteld als Botys phrynealis door Francis Walker in een publicatie uit 1859.

## Verspreiding
De soort komt voor in India, Myanmar, Sri Lanka, Maleisië (Sarawak) en Australië (Queensland, Noordelijk Territorium).

## Waardplanten
De rups leeft op soorten van de geslachten Abutilon, Gossypium en Grewia (Malvaceae).